# The Fall of an Empire
Albums de Fairyland
Of Wars In Osyrhia Score To A New Beginning
The Fall of an Empire est le deuxième album studio du groupe français de power metal à tendance speed symphonique Fairyland. Sorti en 2006, il succède à Of Wars In Osyrhia et est marqué par un changement de line-up (Elisa C.Martin et Willdric Lievin, partis former leur side-project Hamka, sont respectivement remplacés par Maxime Leclercq et Anthony Parker),.

## Composition du groupe
- Maxime Leclercq : chant
- Anthony Parker : guitare
- Thomas Caesar : guitare, basse
- Pierre-Emmanuel Desfray : batterie et chœurs
- Philippe Giordana : claviers et chœurs

## Liste des chansons de l'album
1. "Endgame" - 1:16
2. "The Fall of an Empire" - 5:55
3. "Lost in the Dark Lands" - 6:01
4. "Slaves Forlorn" - 1:11
5. "The Awakening" - 4:50
6. "Eldanie Uelle" - 5:21
7. "Clanner of the Light" - 6:07
8. "To the Havenrod" - 1:05
9. "The Walls of Laemnil" - 5:57
10. "Anmorkenta" - 6:01
11. "In Duna" - 5:02
12. "The Story Remains" - 10:38
13. "Look into Lost Years" - 3:14
14. "Across the Endless Sea" (Japanese bonus track) - 5:31